# 李保界
李保界 (1966年—)，成都中医药大学中医药与干细胞研究院院长，教授，主要从事中药对间充质干细胞和消化道干细胞以及相关疾病的作用及调控机制方面的研究工作。入选中华人民共和国教育部2009年度"长江学者"特聘教授。